# John Closterman

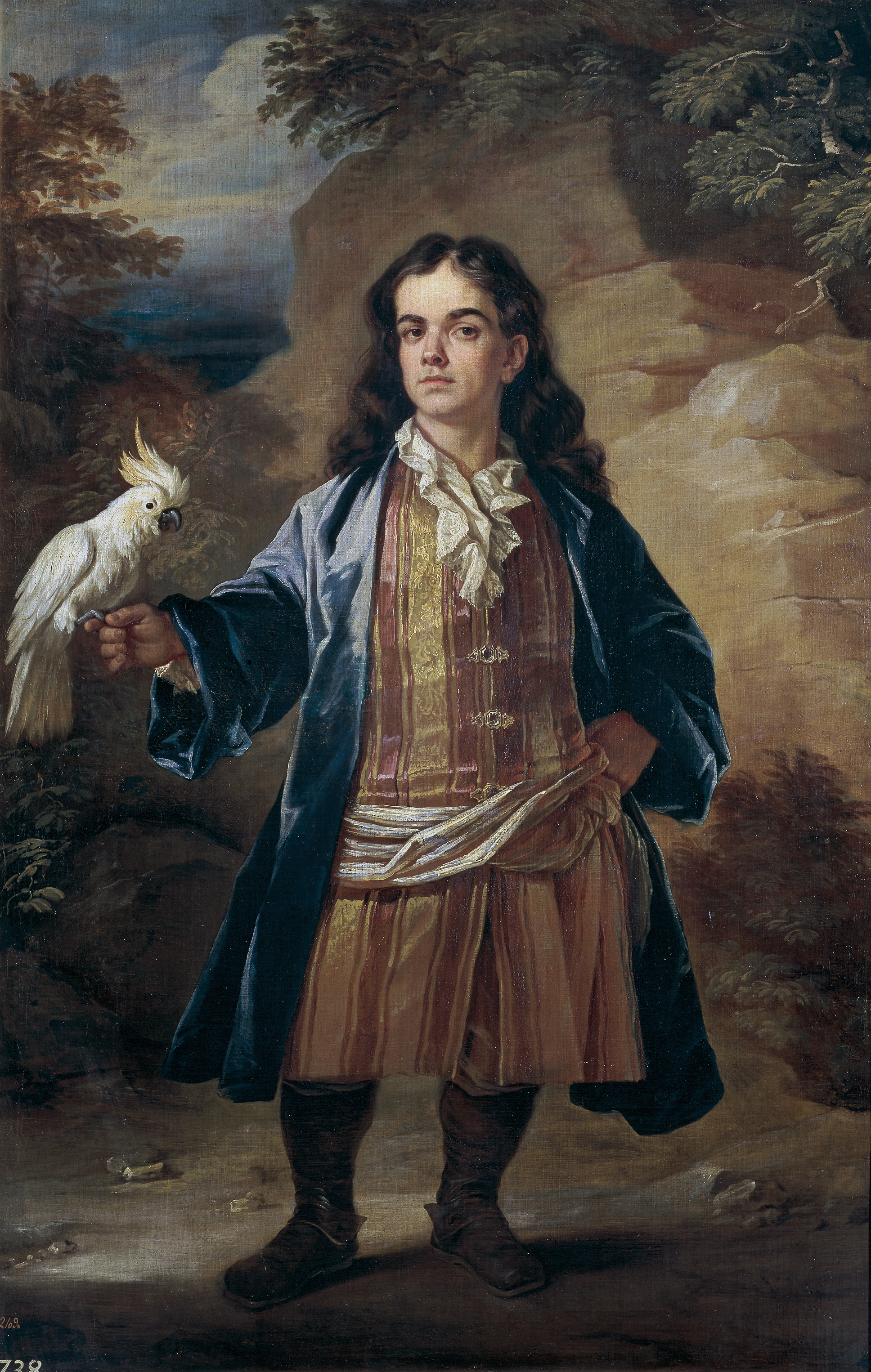
Retrato de enano, óleo sobre lienzo, 166 x 110 cm, Madrid, Museo Nacional del Prado.

John Closterman, también llamado Cloosterman y Klosterman  (1660 - 1711), fue un pintor barroco alemán especializado en la pintura de retratos. Viajero por Francia, Italia y España, se estableció en Inglaterra donde realizó y se conserva el grueso de su trabajo. 

## Biografía
Closterman nació en Osnabrück, hijo de un modesto pintor con quien aprendió los rudimentos del arte de la pintura. En 1696 se trasladó a París donde entró como aprendiz en el taller de François de Troy. Pasó a Inglaterra en 1681 y trabajó para John Riley. A la muerte de Riley (1691), completó algunos de sus retratos, lo que le granjeó el aprecio de Charles Seymour, duque de Somerset, cuyo favor perdió a causa de una disputa por un cuadro del Guercino que acabó en poder de Charles Montagu, lord Halifax. 
En 1696 partió camino de Italia bajo la protección de lord Ashley y de James Stanhope, hijo del embajador de Inglaterra ante la corte del monarca español Carlos II. Deseoso de retratar a la alemana Mariana de Neoburgo y quizá aspirando al cargo de pintor de la reina, quien ya contaba con dos retratistas extranjeros: Jan van Kessel, el Mozo y Francesco Leonardoni, se desvió a Madrid donde lo acogió el embajador inglés, Alexander Stanhope, al que retrató en 1698 (Kent, Chevening Estate), vestido a la moda española y con un paje. Las gestiones del embajador abrieron a Closterman las puertas del Alcázar, donde se entrevistó con el rey Carlos II, que le encargó el retrato de uno de los enanos de la corte, con objeto quizá de probar la habilidad del pintor. Este retrato se considera que pudiera ser el Retrato de un enano con un papagayo blanco conservado en el Museo del Prado y atribuido desde 1794 a Michel-Ange Houasse, aunque con anterioridad lo estuvo a Sebastián Muñoz. En cualquier caso, el retrato debió de complacer al monarca pues, por la correspondencia de Stanhope, se tiene noticia de que en noviembre de 1698 comenzó el retrato de la reina, con promesa de retratar luego al rey. En abril de 1699, acabados los retratos del embajador y el de la reina en traje de caza, que el pintor regaló a su anfitrión, Closterman resolvió proseguir su viaje a Italia frustradas al parecer sus expectativas en la corte española.
Retornó de inmediato a Inglaterra, donde contrajo matrimonio con una inglesa, Ana, fallecida en enero de 1702. Según Arnold Houbraken, tras enviudar tuvo una amante que lo arruinó con su modo de vida extravagante, llevándole a tal estado de abatimiento de cuerpo y mente que acabó con su vida. Entre sus obras de esta etapa final se citan los retratos de la reina Ana con la indumentaria de su coronación (1702), y el de John Churchill, duque de Marlborough, ambos en la National Portrait Gallery, además del retrato colectivo del propio duque de Marlborough con su familia, conservado en el Palacio de Blenheim.